# Rue de la Meurthe
La rue de la Meurthe, anciennement rue de Chartres, est une voie du 19e arrondissement de Paris, en France. 
Elle ne doit pas être confondue avec l'actuelle rue de Chartres, située dans le 18e arrondissement, et l'ancienne rue de Chartres, située dans le 17e arrondissement, renommée « rue Jacquemont » en 1869.

## Situation et accès
La rue de la Meurthe est une voie publique située dans le 19e arrondissement de Paris. Elle débute au 39, rue de l'Ourcq et se termine au 24, quai de la Marne.

## Origine du nom

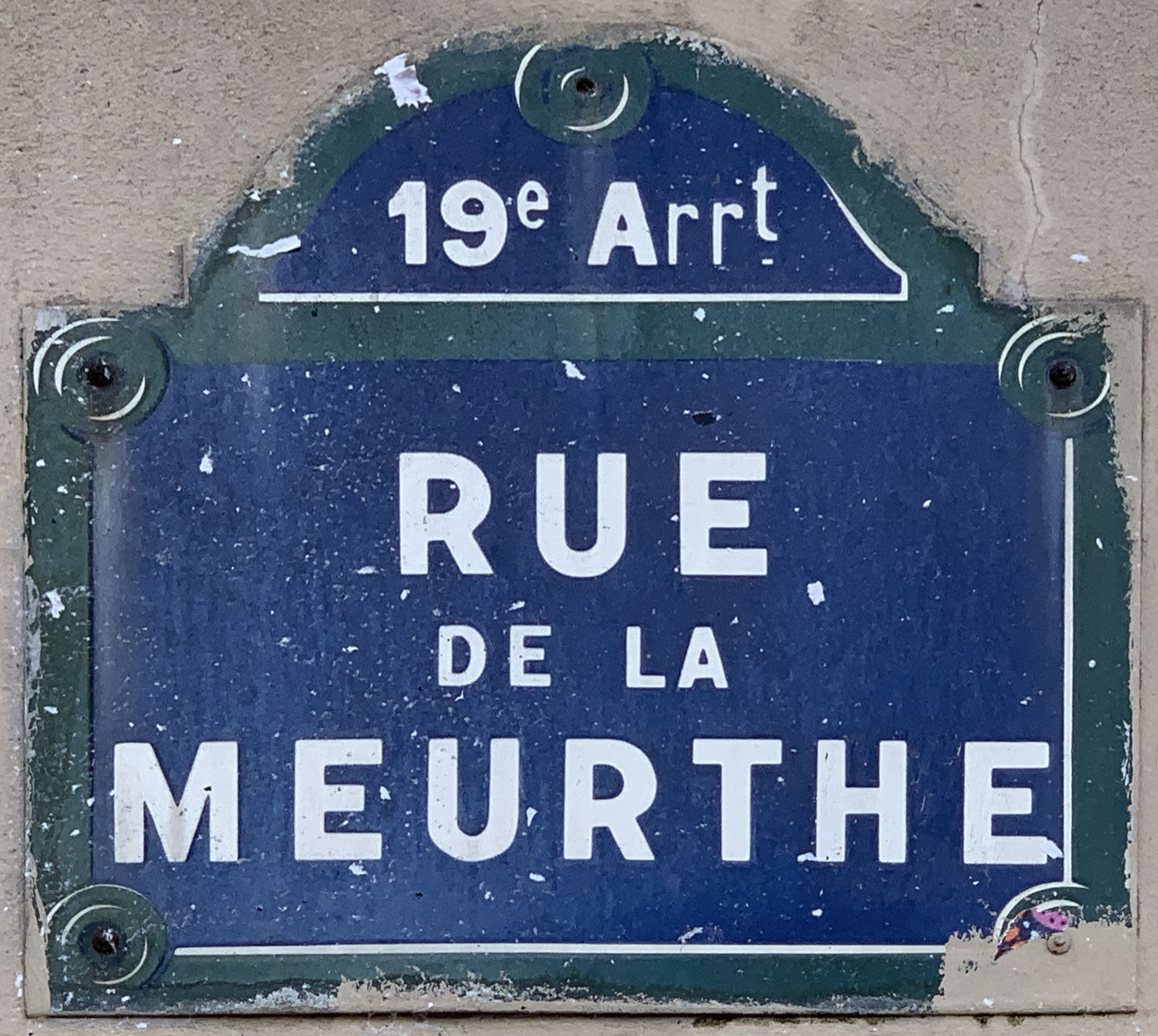
Plaque de la rue.

Elle porte le nom de la Meurthe, une rivière d'Alsace-Champagne-Ardenne-Lorraine et un sous-affluent du Rhin. 

## Historique
La voie est ouverte par un décret du gouvernement provisoire du 12 avril 1848 sur la commune de La Villette sous le nom de « rue de Chartres ». 
Classée dans la voirie parisienne par un décret du 23 mai 1863, elle prend sa dénomination actuelle par un décret du 24 août 1864.
Afin d'éviter la confusion avec d'autres rues portant le même nom, elle est renommée « rue de la Meurthe » par un décret du 3 septembre 1869.